# هانا فرانكلين
هانا فرانكلين هي رسامة بولندية وكندية، ولدت في 20 يونيو 1937 في Hrubieszów ‏ في بولندا.